# 新星出版社
株式会社新星出版社（しんせいしゅっぱんしゃ）は、東京都台東区に本社を置く、日本の出版社。資格試験問題集・生活実用書などを刊行している。

## 概要
1944年8月4日に創業する。資本金は1000万円。東京都台東区に本社を置いている。

## 所在地

### 本社
- 〒110-0016 東京都台東区台東2-24-10

### 編集部
- 〒110-0016 東京都台東区台東2-24-10

### 営業所
- 流通センター

〒332-0002 埼玉県川口市弥平3-5-7
- 大阪営業所

〒530-0001 大阪市北区梅田1-3-1-500号大阪駅前第1ビル

## その他
沖縄県那覇市に本社を置く新星出版株式会社とは無関係である。